# Rob Cohen
Rob Cohen (Cornwall (New York), 12 maart 1949) is een Amerikaans regisseur, producent en scenarioschrijver.
Hij regisseerde onder andere xXx en The Fast and the Furious.

## Filmografie

### Als regisseur
- The Hurricane Heist (2018)
- The Boy Next Door (2015)
- Alex Cross (2012)
- The Mummy: Tomb of the Dragon Emperor (2008)
- Stealth (2005)
- xXx (2002)
- The Fast and the Furious (2001)
- The Skulls (2000)
- The Rat Pack (1998)
- Daylight (1996)
- Dragonheart (1996)
- Dragon: The Bruce Lee Story (1993)
- Scandalous (1984)
- A Small Circle of Friends (1980)

### Als producent
- xXx: State of the Union (2005)
- The Hard Way (1991)
- Bird on a Wire (1990)
- Disorganized Crime (1989)
- The Serpent and the Rainbow (1988)
- Ironweed (1987)
- The Running Man (1987)
- The Monster Squad (1987)
- The Witches of Eastwick (1987)
- Light of Day (1987)
- The Legend of Billie Jean (1985)
- The Razor's Edge (1984)
- Amateur Night at the Dixie Bar and Grill (1979)
- The Wiz (1978)
- Almost Summer (1978)
- Thank God It's Friday (1978)
- Scott Joplin (1977)
- The Bingo Long Traveling All-Stars & Motor Kings (1976)
- Mahogany (1975)

### Als scenarioschrijver
- The Hurricane Heist (2018)
- Ritual (2001)
- Dragon: The Bruce Lee Story (1993)
- Scandalous (1984)

## Prijzen
2005 - ShoWest Award: Regisseur van het jaar